# Prizren
Prizren (albánul: Prizreni vagy Prizrend, szerbül: Призрен/Prizren, törökül: Prizren, Pürzeyn vagy Perzerrin) történelmi város Koszovó délnyugati részén. Az ország második legnépesebb városa, az azonos nevű község és körzet székhelye.
A város minaretjeivel, templomaival és oszmán-kori építészeti örökségével Koszovó legszebb városa. Leghíresebb temploma világörökségnek számít, Koszovó középkori műemlékei részeként, 2006 óta veszélyeztetett státusszal.

## Története
A várost már Klaudiosz Ptolemaiosz is említette a 2. században Theranda néven. A mai neve feltehetően a szlávból származik.
A középkor során a várost számos balkáni államalakulat birtokolta. A bizánci uralom után a bolgár, majd a szerb birodalom része lett. IV. István Uroš szerb cár Prizrent országa fővárosává tette. Prizrent az Oszmán Birodalom 1455-ben foglalta el. A török uralom alatt a városban számos vallás (iszlám, ortodox, katolikus) és nép (szerb, albán, török) élt egymás mellett.
Prizren a 19. században az albán nemzeti mozgalom központjává vált. Itt kötötték meg 1878-ban a Prizreni vagy Albán Ligát, melynek célja egy autonóm Albánia megteremtése volt az Oszmán Birodalmon belül. A várost ennek ellenére az első Balkán-háborúban Szerbia foglalta el és nem vált az 1912-ben megalakuló Albánia részévé. A külföldi haditudósítók szerint a szerb hadsereg több ezer albánt mészárolt le a városban. Prizren 1918-tól a Szerb-Horvát-Szlovén Királyság, illetve Jugoszlávia része lett.
A második világháború alatt a város az olasz függésben lévő Nagy-Albánia része volt. A szocialista Jugoszlávia 1946-ban autonómiát adott Koszovónak, amit az évtizedek során fokozatosan bővített. Prizren továbbra is albán többségű város maradt, népessége gyorsan növekedett.
A városban a koszovói háború alatt nem folytak komolyabb harcok, az albán lakosság jelentős része azonban elmenekült. Koszovó NATO-megszállását követően viszont a szerb és roma kisebbség kényszerült a város elhagyására. A 2004-es koszovói zavargások során az albánok több szerb műemléket is megrongáltak Prizrenben, köztük az UNESCO világörökség részét képező Ljeviš-katedrálist.
Az utóbbi években Prizren egyre jelentősebb turistacélponttá vált. A 2013-ban átadott R7 (Ibrahim Rugova) autópálya gyorsabb összeköttetést biztosít a város számára Albániával és Pristinával.

## Népesség
Prizren lakossága a 2011-es népszámlálás szerint 177 781 fő volt.
A városban az albán többség mellett élnek még bosnyákok, törökök, cigányok, goránok és kis számban szerbek is.
A lakosság nemzetiségi megoszlása a 2011-es népszámlálás szerint:
|           | Fő      |
| --------- | ------- |
| Albánok   | 145 718 |
| Bosnyákok | 16 896  |
| Törökök   | 9091    |
| Cigányok  | 2899    |
| Szerbek   | 237     |

## Gazdaság
A városban nagyrészt kis- és középvállalkozások, illetve az állami szektor biztosítja a munkahelyeket. A mezőgazdaság és kereskedelem mellett a szolgáltatások a meghatározóak. A város infrastruktúrája kedvezőbb a koszovói átlagnál.

## Látnivalók
- Szinán pasa mecset
- Prizreni erőd
- Ljeviš-katedrális
- Prizreni kőhíd a Bisztrica folyón

## Híres szülöttei
- Leze Qena (1935–2020), színésznő
- Nenad Stojković (* 1956), labdarúgó
- Edita Tahiri (* 1956), politikus
- Edmond Tomić (* 1956), labdarúgó
- Kujtim Shala (* 1964), labdarúgó
- Ivica Dačić (* 1966), politikus
- Behar Heinemann (* 1969), írónő
- Vedat Muriqi (* 1994), labdarúgó
- Bersant Celina (* 1996), labdarúgó